# پاتچی
پاتچی (انگلیسی: Patchi) شرکت صنایع غذایی لبنانی است، که در سال ۱۹۷۴ تأسیس شد.